# Інтерурбан

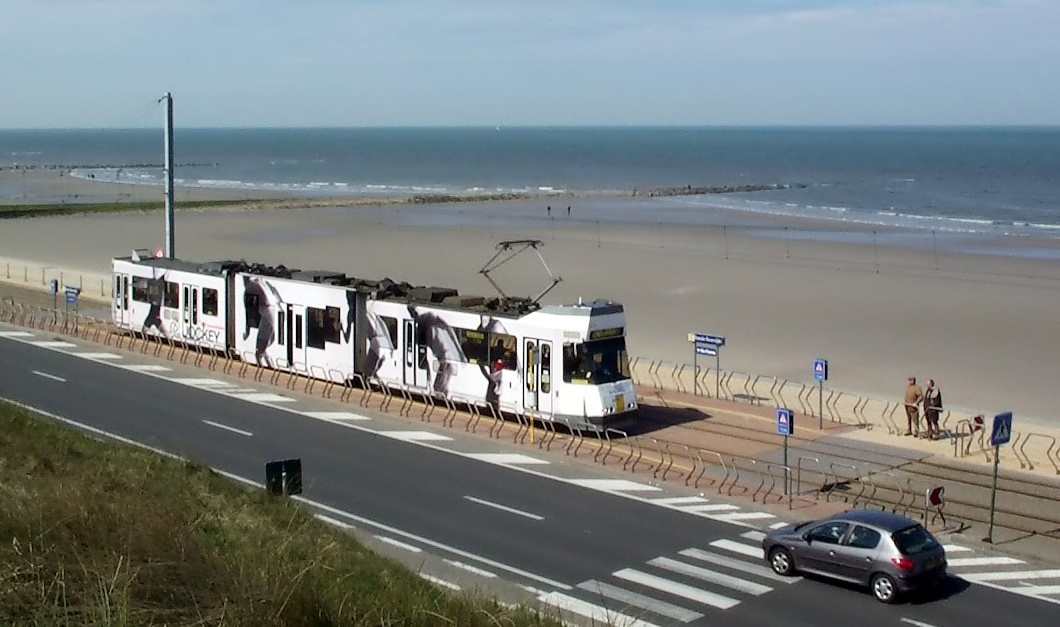
Береговий трамвай в Бельгії

Міжміський і приміський трамвай (інтерурбан) — вид рейкового транспорту, що сполучає різні міста або одне місто з його передмістями. Інтерурбани відрізняються від звичайних залізниць тим, що організація їх роботи набагато ближче до трамваю, що виражається зокрема в більш легкому рухомому складі (як правило, електричному), частих зупинках, легкій будові колії, пристрою суміщеної колії тощо. Нерідко частина маршруту, що проходить по центру міста, нічим не відрізняється від лінії звичайного міського трамваю. Проте відносно багатьох систем не можна однозначно визначити, чи слід їх вважати міжміськими трамваями або легкими залізницями.

## Історія
Приблизно у 1880-х роках як у Європі, так і в Північній Америці почали з'являтися легкі залізничні лінії. Вони прокладалися там, де будівництво повноцінних залізниць було б невигідно. Деякі лінії спочатку використовували парову тягу, інші спочатку будувалися електрифікованими.
У середині XX століття почалося скорочення використання міжміських і приміських трамваїв, як і трамваїв взагалі. У результаті міжміські та приміські трамваї зникли майже повністю.
Наприкінці XX — початку XXI століття міжміські та приміські трамваї знову почали розвиватися, при цьому почала впроваджуватися концепція трамвай-поїзд. Її суть полягає в тому, що за містом трамваї використовують залізничні лінії спільно зі звичайними поїздами.

## Приклади
- Береговий трамвай — міжміський трамвай в Бельгії
- Saarbahn — міжміський і міжнародний трамвай, що з'єднує Німеччину і Францію
- Pressburger Bahn — міжміський і міжнародний трамвай, що з'єднував Відень і Братиславу у 1914—1945
- Сілезькі інтерурбани — трамвайна мережа, що з'єднує тринадцять міст у Польщі.
- Базельський трамвай — трамвайна мережа, що з'єднує Базель і населені пункти у Франції. Також будується трамвайна гілка в сусіднє місто на території Німеччини.
- Швидкісний трамвай Хасселт - Маастрихт (будується)
- Лінія маршруту № 6 між м Москвою і м Тушино Московської області (до приєднання Тушина до Москви). Зараз лінія внутрішньоміського трамвая Москви.
- З 1911 по 1941 діяла трамвайна лінія між Києвом і Броварами (див. Київський бензотрамвай).
- З 1949 по 1976 діяла трамвайна лінія між Челябінськом і Копейськом (див. Копейський трамвай).
- Трамвай № 36 в Санкт-Петербурзі з'єднує місто з найближчим передмістям — Стрельной (сел. Стрільна є передмістям фактично, адміністративно селище належить до Петродворцового району Санкт-Петербурга).
- Пашківський трамвай Трамвай маршруту № 5 в Краснодарі, що є історично одним з перших маршрутів міста, з'єднував м Краснодар (в ті часи — Катеринодар) із станицею Пашківською (пізніше сел. Пашковський, нині Пашковський мікрорайон міста Краснодар).
- Трамвайний маршрут № 4, який прямував з міста Тули у місто Коса Гора (РФ, нині закритий).
- Трамвайна лінія, що обслуговує сел. Черемушки і Саяно-Шушенську ГЕС.
- Трамвайні маршрути м Дзержинська (Нижегородська обл.), Що з'єднували центр міста з промзонами.
- Одеські трамваї № 1, № 27 і № 31, що з'єднують місто з довколишніми підприємствами та передмістями.

## Ресурси Інтернету
- Regiotram [Архівовано 4 березня 2016 у Wayback Machine.]